# Das zweite Gleis
Das zweite Gleis ist ein deutscher Spielfilm der DEFA von Hans-Joachim Kunert aus dem Jahr 1962.

## Handlung
Fahrdienstleiter Walter Brock überrascht während der Nachtschicht auf Gleis 2 zwei Männer beim Einbruch in einen Waggon. Bei der Gegenüberstellung glaubt er, einen der beiden wiederzuerkennen, gibt kurze Zeit später jedoch vor, sich getäuscht zu haben. Auch der Verdächtige Erwin Runge ahnt, Brock von früher zu kennen, auch wenn ihm der Name nichts sagt. Er beauftragt seinen Komplizen Frank Reisner, der unentdeckt geblieben war, bei Brocks Tochter Vera nach dem Hintergrund der Familie zu forschen.
Vera arbeitet als technische Zeichnerin im RAW und leitet das Betriebsorchester. Frank stellt sich als neuer Geiger vor, erweist sich jedoch als unmusikalisch. Frank und Vera kommen sich näher und Vera erzählt ihm, dass ihre Familie aus Küstrin kommt. Ihre Mutter sei bei der Bombardierung der Kleinstadt ums Leben gekommen und Vera in das dortige Waisenhaus gekommen, wo ihr Vater sie schließlich 1946 abgeholt habe. Erwin stammt selbst aus Küstrin und weiß, dass die Stadt nie bombardiert wurde. Er selbst kannte einen Walter Brock ähnlichen Mann nur unter dem Namen „Merkel“. Walter Brock versucht unterdessen, schnellstmöglich nach Rostock versetzt zu werden, was seinen Vorgesetzten misstrauisch werden lässt.
Als Vera von Frank erfährt, dass Küstrin nie bombardiert wurde und Walter Brock angeblich „Merkel“ heißt, macht sie sich mit ihm auf die Suche nach der Wahrheit. Sie fahren nach Arnstadt, wohin das Küstriner Waisenhaus angeblich verlegt wurde. Hier will sie ihre Akte einsehen. Sie wurde als „Vera Merkel“ von einer gewissen Gertrud Runge aus Arnstadt ins Waisenhaus gebracht. Vera und Frank suchen Gertrud Runge auf, die inzwischen als Lehrerin arbeitet und überglücklich ist, Vera wiederzusehen. Sie berichtet beiden die Wahrheit:
Im Jahr 1944 sei Anneliese Merkel, Veras Mutter, in ihren Lebensmittelladen gekommen und wollte für eine Halskette Lebensmittel eintauschen. Als Gertrud zögerte, löste Anneliese sämtliche Lebensmittelmarken ein. Wenige Minuten später kam Walter überraschend für einen Tag auf Fronturlaub heim. Gertrud war zu der Zeit mit Erwin Runge verheiratet, der abends auf die Suche nach einem entflohenen Juden gehen wollte – mit Walter, der sich weigerte. Als Walter jedoch in seiner Werkstatt den Juden fand, verriet er ihn an Erwin, der ihn erschoss. Da Anneliese den Juden über längere Zeit in der Werkstatt versteckt und mit Nahrung und Kleidung versorgt hatte, wurde sie von der Gestapo verhaftet und noch 1944 hingerichtet. Gertrud trennte sich von Erwin und nahm Vera zu sich, weil Walter wieder an die Front musste. Wegen eines Krankenhausaufenthalts brachte Gertrud Vera ins Heim – als sie sie wieder zu sich nehmen wollte, hatte Walter sie bereits aus dem Heim zu sich geholt und den Namen „Brock“ angenommen, der sämtliche Spuren verwischte.
Am Abend geht Frank zu Erwin und konfrontiert ihn mit seinem Wissen. Er droht, Erwins Identität offenzulegen. Frank versucht, auch Walter davon zu überzeugen, offen zu reden, zumal Vera bereits sämtliche Hintergründe kenne. Als Erwin Walter einen Schienenbruch meldet, wird Frank als einzig diensthabender Schweißer der Nachtschicht mit der Reparatur beauftragt. Erwin stellt heimlich eine Weiche um und lässt einen Zug auf das eigentlich gesperrte Gleis, an dem Frank arbeitet, fahren. Walter sieht Erwins Tat und versucht, Frank zu warnen, der jedoch von dem Zug überfahren und getötet wird. Vera hat von den Vorkommnissen erfahren und eilt zum Güterbahnhof. Walter sagt unterdessen aus, dass Frank nicht in einen Unfall verwickelt war, sondern das Gleis von Erwin vorsätzlich umgestellt wurde. Er will zu Erwin und zu sich aussagen. Als Vera erscheint, eilt sie an ihm vorbei zum Unglücksort. Sie geht weiter und er folgt in einigem Abstand, der langsam kleiner wird.

## Produktion
Der Film erlebte am 25. Oktober 1962 im Berliner Colosseum seine Premiere und lief am 13. November 1963 auf DFF 1 im Fernsehen. Die Kritik hielt ihm vor, eine überholte gesellschaftliche Phase zu schildern und schon bald geriet der Film in Vergessenheit. Im Jahr 2005 wurde Das zweite Gleis im Rahmen der DEFA-Retrospektive Rebels with a cause im Museum of Modern Art in New York City gezeigt und erschien im November desselben Jahres auch auf DVD.
Inzwischen gilt der Film als „einer der besten, die bei der DEFA produziert wurden“. Dies wird auf mehreren Ebenen begründet. Inhaltlich ist es der einzige Film, „der die ehemaligen Nazis nicht im Westen Deutschlands ausfindig macht, von Kollektivschuld spricht und von den DDR-Bürgern wissen will: Was hast Du vor 1945 getan?“ Formal ist Das zweite Gleis anspruchsvoll, wobei das Bild den Inhalt widerspiegelt: „Das Thema ‚Verstrickung‘ bestimmt die Form des Films: Ein Netz von Gleisen und Starkstromleitungen behindert Blick und Gang der Figuren“ und sorgt für eine „zunehmend beklemmende Stimmung“. Dabei nutzte Kameramann Rolf Sohre expressive Motive, ungewöhnliche Perspektiven und harte Kontraste, die an den expressionistischen Film der Weimarer Republik erinnern. Auch die wenigen Dialoge des Films tragen zu diesem Eindruck bei. Die charakteristische, experimentelle Harfenmusik – „hart und ungefällig erklingen die Stahlsaiten“ – unterstreicht den Inhalt und wurde von Jutta Zopf eingespielt.

## Kritik
Die zeitgenössische Kritik meinte, dass der Film nicht „die heutigen gefestigten sozialistischen Verhältnisse“ schildere und damit nicht „den Erscheinungsformen des Lebens in unserer Republik gerecht wird.“
Das Lexikon des internationalen Films befand: „Psychologisch vertiefter Film, dessen glaubwürdiger Konflikt intensiv geschildert wird und der keine billigen Scheinlösungen anbietet. Auch formal, dank expressiver Kameragestaltung und experimenteller Musik, schwingt sich der Film zu großer Meisterschaft auf.“
Cinema schrieb, dass „die bestechende, schattenreiche Optik des Dramas […] ans expressionistische Kino der 20er und 30er [erinnert …]. Fazit: Brillant fotografierte Mitläufer-Tragödie“. Für andere Kritiker war Das zweite Gleis „ein bemerkenswerter und radikaler Film.“